# سیارک ۵۸۸۷
سیارک ۵۸۸۷ (به انگلیسی: 5887 Yauza، نامگذاری:1976SG2) پنج هزار و هشتصد و هشتاد و هفتمین سیارک کشف شده‌است که در ۲۴ سپتامبر ۱۹۷۶ کشف شد.
قدر مطلق سیارک برابر ۱۳٫۷۰ است.